# Duane Michals
Duane Michals, född 18 februari 1932 i McKeesport i Pennsylvania, amerikansk fotograf som har arbetat mycket med sekventiellt berättande inom fotografikonsten.

## Bakgrund
Efter skolgång på University of Denver samt Parsons School of Design började Michals arbeta som kommersiell fotograf, och tog bilder för modemagasin som Esquire, Mademoiselle och Vogue. En serie porträtt som han började med 1958 (bland annat på Andy Warhol) blev grundplåten för hans arbete som konstfotograf. 1970 hade hans verk nått the Museum of Modern Art i New York, och idag är han etablerad som en av stilbildarna inom modern fotografi.
Michals är son till tjeckiska invandrare med katolsk tro, vilket antas ha präglat hans karriär i form av religiösa föreställningar och identitetsproblem. Ofta har hans konst antagit en surrealistisk ton: dualitet, spegelbilder, illusioner, tomhet, drömmar, spöklikhet, skuld och oskuld är teman som ständigt återkommer. Nakenhet, erotik och homosexualitet är också vanligt förekommande. 
Trots att Michals även har skapat hyllade verk inom traditionell "enbilds-fotografi", är det förmodligen sina fotosekvenser som han är mest berömd för. Hans ambition att gestalta känslor såväl som filosofiska frågeställningar i bildsekvenser gör honom till en särling i fotografins historia. Redan under sin tidiga karriär började Michals arbeta med sekvensformen, något som gissningsvis varken han själv eller hans kritiker har kopplat nämnvärt till seriemediet. Men använder man definitionen av serier som "sidoställda föreställande bilder i avsiktlig sekvens" så bör flera av Michals verk definitivt klassas som serier, om än inte tecknade. Att han dessutom ofta integrerar text i sina bilder gör kopplingen ännu tydligare. 
Texten är enligt honom själv ett medvetet drag i hans strävan efter identitet: "No one can reproduce my handwriting, but someone else can always make a new print", har han själv sagt, liksom "Seeing words on a page pleases me. It is like a trail I've left behind me, uncertain, strange markings, a proof that I've been there."

## Några verk
Bland Michals mest kända fotoserier kan nämnas:
- "Paradise Regained"
- "Chance Meeting"
- "The Voyage of the Spirit After Death"
- "The Young Girl's Dream"
- "The Dream of Flowers"
- "Take One and See Mt. Fujiyama"

Michals designade även omslaget till rockgruppen The Polices album "Synchronicity" 1983.
Michals finns representerad vid bland annat Moderna museet, Louisiana, British Museum, Victoria and Albert Museum, Museum of Modern Art, Metropolitan Museum, Smithsonian Archives of American Art, Museo Reina Sofía, Philadelphia Museum of Art, Minneapolis Institute of Art, Cleveland Museum of Art, Nelson-Atkins Museum of Art, National Gallery of Canada, Whitney Museum of American Art, San Francisco Museum of Modern Art och Art Institute of Chicago.